# Гродзенский, Сергей Яковлевич
Серге́й Я́ковлевич Гро́дзенский (род. 1 августа 1944, г. Воркута, Коми АССР) — советский и российский учёный, доктор технических наук, профессор, действительный член Академии проблем качества, почётный работник сферы образования Российской Федерации. Шахматист, шахматный композитор и литератор; мастер спорта СССР по шахматам (1985), гроссмейстер ИКЧФ (1999), международный арбитр ИКЧФ (1991), гроссмейстер России по заочной игре в шахматы (2000), кандидат в мастера спорта СССР по шахматной композиции (1970). Судья всесоюзной категории по шахматам (1976) и шахматной композиции (1973). Писатель-мемуарист. Историк науки и шахмат.

## Вехи биографии
Сын Якова Давидовича Гродзенского (1906—1971), узника ГУЛАГа, близкого друга Варлама Шаламова.
Родился в Воркуте, где его отец только что отбыл лагерный срок (он был там в заключении с 1935 по 1943 год, а затем был «закреплен» за строительством). Когда его отца в 1949 году арестовали вновь и отправили в «вечную» ссылку в Казахскую ССР, мать с сыном вернулась на свою родину в Рязань.
В 1961 году окончил с серебряной медалью 2-ю среднюю школу Рязани, где в старших классах его учителем физики и астрономии был Александр Солженицын.
После окончания в 1966 году Рязанского радиотехнического института (ныне — Рязанский государственный радиотехнический университет имени В. Ф. Уткина) получил распределение на предприятие, которое ныне называется «Научно-производственное предприятие „Торий“» (АО «НПП „Торий“»), где прошел путь от инженера-практиканта до начальника лаборатории надежности.
Был активным комсомольцем, награждался Почетной грамотой ЦК ВЛКСМ. От вступления в КПСС несколько раз категорически отказывался, что сказывалось на карьерном росте.
В 1977 году защитил кандидатскую диссертацию на «спецтему» в НПО «Исток» — в то время головное в СССР предприятие в области СВЧ-электроники.
В 2002 году в Московском государственном университете леса (ныне — Мытищинский филиал Московского государственного технического университета им. Н. Э. Баумана) защитил докторскую диссертацию на тему «Контроль надежности элементов систем управления на основе последовательных критериев и статистико-физического анализа».
В 2005 году утвержден действительным членом Академии проблем качества.
В 2013 году присвоено ученое звание профессора по кафедре технологических основ радиоэлектроники.
Среди научных результатов — методика сравнения эффективности различных планов определительных испытаний на надежность, метод оценки сравнительной эффективности известных способов решения задачи Кифера — Вейса, методика оценки эффективности последовательного критерия отношения вероятностей Вальдовского типа с параболическими границами, статистико-физический анализ надежности изделий, метод статистико-физического анализа на основе смеси распределений экспоненциального и Вейбулла.
С середины 1980-х годов ведет активную преподавательскую деятельность. Преподавал в Институте повышения квалификации Министерства электронной промышленности СССР, Московском институте электроники и математики (ныне — входит в Высшую школу экономики), Российской академии народного хозяйства и государственной службы при Президенте Российской Федерации, Государственном академическом университете гуманитарных наук.
С 1995 по 2015 годы — профессор кафедры ТОРЭ (технологические основы радиоэлектроники) Московского государственного института радиотехники, электроники и автоматики (МИРЭА), до 2020 года — профессор кафедры МиС (метрология и стандартизация) РТУ-МИРЭА.

В 2025 году профессор кафедры информационных технологий, искусственного интеллекта и общественно-социальных технологий цифрового общества РГСУ, профессор кафедры компьютерной и информационной безопасности РТУ МИРЭА.

## Шахматы
В детстве занимался в шахматном кружке Рязанского дворца пионеров, был чемпионом школы, участвовал в юношеском первенстве Рязанской области. Вышел победителем 1-й (1963) и 2-й (1964) Всероссийских олимпиад по решению шахматных задач и этюдов, после чего попробовал составлять задачи сам. В период 1964—1972 годов опубликовал 80 задач разных жанров и несколько этюдов; удостоен 20 отличий на конкурсах. Чемпион Рязанской области по шахматной композиции (1967), победитель 2-го чемпионата Москвы по шахматной композиции в разделе задач-двухходовок (1969), участник 8-го (1967) и 10-го (1971) чемпионатов СССР по шахматной композиции.
С конца 1960-х годов увлекся заочными шахматами (игрой по переписке). Основные достижения: участие в турнире кандидатов к 17-му (1999) чемпионату мира. 4-е место в 21-м (1998) чемпионате СССР-СНГ. Участие в первой лиге 17-го (1986) чемпионата СССР, 10-м (1984) чемпионате РСФСР, мемориалах Маркова (1987, 5-6-е место), Чигорина (1992), Эстрина (1995, выполнил норму гроссмейстера ИКЧФ), Загоровского (1999). В составе команды России участник 4-го (1994) чемпионата Европы и 13-го (2004) чемпионата мира (Олимпиады).
Организовал свыше 100 тематических турниров по переписке, в том числе ряд международных.
В 1970—1974 годы — ответственный секретарь Центральной комиссии по шахматной композиции, в 1987—1991 — заместитель председателя Совета по заочным соревнованиям Шахматной федерации СССР. В 1990-е годы входил в президиум Российской шахматной федерации. Один из учредителей и первый президент Российской ассоциации заочных шахмат (РАЗШ). Редактор-издатель альманаха «Шахматы по переписке в России» (1993-94) и журнала «Вестник заочных шахмат» (1994—2000). Вел рубрики в журналах «64 — Шахматное обозрение» и «Шахматы в России». Автор более 600 статей по истории и теории шахмат, шахматному краеведению и композиции. Соавтор первой книги по истории заочных шахмат.
В 1989 году был делегатом учредительной конференции историко-просветительского, правозащитного общества «Мемориал». В аннотации к его книге «Лубянский гамбит» (2004 год издания, в 2022 году вышла на английском языке) читаем: «Автору удалось установить истину о судьбах мастеров, когда-то блиставших на шахматном небосклоне, а затем бесследно исчезавших: в 20-е, 30-е, 40-е…».
В предисловии академик РАН А. Н. Яковлев писал: «Книга, предлагаемая вниманию читателя, написана по материалам отечественных архивов и посвящена жизни и творчеству известных деятелей шахматного искусства, ставших жертвой необоснованных репрессий… В книге „Лубянский гамбит“ приводятся примеры того, как боролись в СССР с буржуазной идеологией и насаждали классовый подход в шахматах».

## Награды
Медаль «В память 850-летия МОСКВЫ» (1997)[1].

Золотая медаль Бертль фон Массов (2007) за многолетнюю и плодотворную деятельность по развитию мировых заочных шахмат [2]

Почетное звание «Почетный президент Российской ассоциации заочных шахмат» (2015) [3]

Почетное звание «Почетный работник сферы образования Российской Федерации» (2017) [4]

Почетное звание «Почетный член ИКЧФ» (2017) [5]

## Семья
- Отец — Гродзенский Яков Давидович (1906—1971) — окончил философский факультет Московского университета, с 1935 по 1950 год неоднократно подвергался репрессиям. В системе ГУЛАГа приобрел специальность шахтного геолога. Друг юности Варлама Шаламова, с которым поддерживал отношения до конца жизни [6,7].
- Мать — Карновская Нина Евгеньевна (1914—1996) — детский врач.
- Женат. Сын — Гродзенский Яков Сергеевич (род. 1973) — радиоинженер, кандидат технических наук, доцент, консультант по различным вопросам информационной безопасности.
- Дочь — Гродзенская Ирина Сергеевна (род. 1979) — математик-инженер, кандидат технических наук, директор Автономной некоммерческой организации «Центр реализации программ Российского союза молодежи». руководитель и главный редактор «Всероссийской Юниор-Лиги КВН».

## Книги
- Ход в конверте, М.: Физкультура и спорт, 1982 (в соавт. с И. З. Романовым);
- Они играли в шахматы, М.: Советская Россия, 1982 (в соавт.);
- Шахматы в жизни учёных, М.: Наука, 1983.
- Levelezesi sakk. — Budapest. Sport, 1985. — 258 p. (в соавт. с И. З. Романовым);
- Андрей Андреевич Марков (1856—1922). М.: Наука, 1987. 259 с. (Серия «Научно-биографическая литература»).
- Рейтинг шахматистов-заочников: вчера, сегодня, завтра… — М.: Изд-во ВШК, 1992. — 60 с.
- Шахматная Рязань. — Рязань: Новое время, 1992. — 126 с.
- Шахматное триединство. — М.: Шаг, 1994. — 176 с.
- Исповедь на шахматную тему. — М.: Шаг, 1995. — 112 с.
- Red Letters. — Chess Mail Ltd., Dublin. 2003. — 160 p. — ISBN 0953853659
- Лубянский гамбит. — М.: Терра-Спорт, Олимпия-Пресс, 2004. — 288 c. — ISBN 5-93127-224-0
- Шахматы в Интернете. М.: Олимпия, 2007. — 128 с. — ISBN 978-5-903639-01-4
- Шахматная почта России : турниры, партии, личности. — М. : Проспект, 2016. — 405, [2] с. — ISBN 978-5-392-18675-4.
- Шахматная почта России: турниры, партии, личности. 2-е изд., исправленное и дополненное. М.: Проспект, 2017. — 424 с. — ISBN 978-5-392-25331-9
- Воспоминания об Александре Солженицыне и Варламе Шаламове. — М.: Проспект, 2016. — 176 с. — ISBN 978-5-392-19670-8
- Воспоминания об Александре Солженицыне и Варламе Шаламове. — 2-е изд., переработанное и дополненное. М.: Проспект, 2018. — 176 с. — ISBN 978-5-392-26101-7
- Воспоминания об Александре Солженицыне и Варламе Шаламове. — 3-е изд., переработанное и дополненное. М.: Проспект, 2019. — 184 с. — ISBN 978-5-392-29253-0
- Энциклопедия заочных шахмат / авт.-сост. С. Я. Гродзенский. М.: Проспект, 2018. — 800 с. — ISBN 978-5-392-26087-4
- Энциклопедия заочных шахмат / авт.-сост. С. Я. Гродзенский. — 2-е изд., исправленное и дополненное. М.: Проспект, 2020. — 880 с. — ISBN 978-5-392-31696-0. DOI 10.31085/9785392316960-2020-880
- Подарки судьбы. — М.: Проспект, 2020. — 240 с. — ISBN 978-5-392-30593-3
- Цель творчества — самоотдача. — М.: Проспект, 2021. — 352 с. — ISBN 978-5-392-34629-5
- The Lubyanka Gambit. Limited Liability Company Elk and Ruby Publishing House, 2022.-320 p. — ISBN 978-5-6041770-0-6 (paperback) ISBN 978-5-6046766-1-5 (hardback)
- Воспоминания об Александре Солженицыне и Варламе Шаламове. — 4-е изд., переработанное и дополненное. М.: Проспект, 2023. — 240 с. — ISBN 978-5-392-38116-6
- Пролог: документальная повесть. М.: Проспект, 2024. - 320 с. - ISBN 978-5-392-41161-0
- Гродзенский С.Я. Воспоминания об Александре Солженицыне и Варламе Шаламове. 5-е изд., перераб. и доп., - М.: Проспект, 2025. – 264 с. ISBN 978-5-392-4227-2.

## Учебные издания
Гродзенский С. Я. Статистические методы контроля и управления качеством: Учебное пособие. М.: "МИРЭА (ТУ), 2006. — 84 с. ISBN 5-7339-0549-2

Гродзенский С. Я. Инжиниринг качества: Учебное пособие. М.: "МИРЭА (ТУ), 2008. — 120 с. ISBN 978-5-7339-0678-2

Марин В. П., Гродзенский С. Я. Надежность и испытания изделий радиоэлектроники: Учебное пособие. М.: "МИРЭА (ТУ), 2009. — 136 с. ISBN 978-5-7339-0760-4

Гродзенский С. Я. Всеобщее управление качеством: Учебное пособие. М.: "МИРЭА (ТУ), 2009. — 116 с. ISBN 978-05-07339-0791-8

Гродзенский С. Я. Статистические методы контроля и управления качеством: Учебное пособие — 2-е издание. "МИРЭА (ТУ), 2011. — 140 с. ISBN 978-5-7339-0831-1

Гродзенский С. Я. Менеджмент качества: Учебное пособие. М.: Проспект, 2015. — 200 с. ISBN 978-5-392-18983-0

Гродзенский С. Я. Управление качеством: Учебник. М.: Проспект, 2017. — 224 с. ISBN 978-5-392-24212-2

Гродзенский С. Я. Управление качеством. 2-е изд. переработанное и дополненное: Учебник. М.: Проспект, 2018. — 320 с. ISBN 978-5-392-28172-5

Гродзенский С. Я., Гродзенский Я. С., Чесалин А. Н. Средства и методы управления качеством: Учебное пособие. М.: Проспект, 2019. — 128 с. ISBN 978-5-392-28446-7 DOI 10.31085/9785392284467-2019-128

Гродзенский С. Я. Управление качеством: Учебник. — 3-е изд. переработанное и дополненное. М.: Проспект, 2021. — 368 с. ISBN 978-5-392-32587-0

Гродзенский С. Я. Управление качеством: Учебник. — 4-е изд. переработанное и дополненное. М.: Проспект, 2023. — 376 с. ISBN 978-5-392-38087-9
Гродзенский С. Я. Управление качеством: Учебник. — 5-е изд. переработанное и дополненное. М.: Проспект, 2025. — 408 с. ISBN 978-5-392-44001-6

## Избранные научные труды
Гродзенский С. Я. Прогнозирование срока службы электровакуумных приборов. Обзоры по электронной технике, серия «Электроника СВЧ», 1971, вып.10(297). — 108 с.

Гродзенский С. Я. Выбор оптимального плана контроля ИЭТ // Электронная промышленность, 1975, № 5, с. 12-14.

Гродзенский С. Я. Физические методы обеспечения и оценки надёжности электронных приборов. Обзоры по электронной технике, серия «Электроника СВЧ», 1981, вып.8(797). — 56 с.

Гродзенский С. Я. Об одном способе сравнения эффективности планов испытаний на надёжность // Надёжность и контроль качества, 1981, № 9, с.3-7.

Гродзенский С. Я. Рациональные планы испытаний промышленных изделий на надёжность. М.: Знание, 1981. — 56 с.

Гродзенский С. Я. Физические-статистические методы исследования надёжности электронных приборов. Обзоры по электронной технике, серия «Электроника СВЧ», 1990, вып.14(1580). — 43 с.

Гродзенский С. Я. Рационализация контрольных испытаний на надёжность // Методы менеджмента качества, 2001, № 1, с.31-36.

Гродзенский С. Я. Об универсальных распределениях моментов наступления отказов элементов систем управления // Методы менеджмента качества, 2001, № 12, с. 34-37.

Гродзенский С. Я. Статистико-физический метод исследования надёжности электронных приборов по данным эксплуатации // Измерительная техника, 2003, № 6, с. 59-60.

Grodzensky S. A Statistical Physics Method of Electronic Device Reliability Testing from Working Data Pages // Measurement Techniques, 2003, v. 46, N. 6, p. 616—618.

Гродзенский С. Я. Рационализация статистической процедуры обнаружения сигнала на фоне шума // Измерительная техника, 2004 № 1, с. 55-59.

Гродзенская И. С., Гродзенский С. Я. Метод «постепенного» усечения последовательной процедуры в случае распределения Рэлея // Измерительная техника, 2006 № 11, с. 15-16.

Гродзенский С. Я. Об универсальном законе распределения отказов изделий электронной техники // Научный вестник МИРЭА, 2010, № 1(8), с. 34-38.

Гродзенский С. Я., Гродзенский Я. С. Об эффективности применения семи простых инструментов качества // Методы менеджмента качества, 2012, № 1, с. 46-49.

Гродзенский С. Я., Гродзенский Я. С. Задача Кифера-Вейса в науке и технике // Методы менеджмента качества, 2012, № 5, с. 48-51.

Гродзенский С. Я. Статистические методы контроля и управления качеством. Saarbruken, Deutschland: Palmarium Academic Publishing, 2012. 160 с.

Гродзенский С. Я. Модели надёжности на основе модифицированных распределений Вейбулла // Измерительная техника, 2013, № 7, с. 27-31.

Grodzensky S. Reliability models based on modified Weibull distributions // Measurement Techniques, vol. 56, 2013, issue 7, p. 768—774.

Гродзенский С. Я., Гродзенский Я. С. Цикл PDCA и семь инструментов качества // Методы менеджмента качества, 2013, № 11, с. 20-24.

Гродзенский С. Я. Обеспечение качества продукции. — Saarbruken, Deutschland: Palmarium Academic Publishing, 2014. — 236 с.

Chesalin A.N., Grodzenskiy S. Ya., Grodzenskiy Ya.S. Application of sequential criteria in quality control oa high reliable products // SOP Transactions on Statistics and Analysis, 2014, v. 1, N. 2, p. 123—130.

Grodzensky S., Grodzensky Ya. About the effectiveness of the statistical sequential analysis in the reliability trials // The Second International Symposium on Stochastic Models in Reliability Engineering, Life Science and Operations Management/ February 15-18. 2016, Beer Sheva, Israel. Pp. 475—480. DOI:10.1109/SMRLO.2016.83.

Гродзенский С. Я., Калачёва Е. А. Информационные технологии: история развития и становления // Нелинейный мир, 2016, № 5, с. 74-79.

Гродзенский С. Я., Калачёва Е. А. Большие данные: история, перспективы, потенциал // Стандарты и качество, 2017, № 8, с. 64-67.

Гродзенский С. Я. Чесалин А. Н. Уточнение границ последовательных статистических критериев с помощью компьютерного моделирования // Метрология, 2019, № 3, с. 30-45. DOI : 10.32446/0132-4713.2019-3-30-45

Grodzensky S. Ya., Chesalin A.N. Improving the Boundaries of Sequential Statistic Criteria by Computer Simulation // Measurement Techniques, 2019, v. 62, N. 9, p. 776—783. DOI: 10.1007/s11018-019-01694-y.

Гродзенский С. Я., Чесалин А. Н. От статистического мышления — к интеллектуальному // Стандарты и качество, 2020, № 10, с. 94-97.
Гродзенский С.Я. Распределение Вейбулла: история и современность // Нелинейный мир, 2023, т. 21, № 3, с. 54-65. DOI: https://doi.org/10.18127/j20700970-202303-06.